# Cylindroporella tubulosa
Cylindroporella tubulosa is een mosdiertjessoort uit de familie van de Lacernidae. De wetenschappelijke naam van de soort is, als Lepralia tubulosa, voor het eerst geldig gepubliceerd in 1868 door Norman.